# ATP Challenger Armonk
Der ATP Challenger Armonk (offiziell: Armonk Challenger) war ein Tennisturnier, das 2000 einmal in Armonk, New York, stattfand. Es gehörte zur ATP Challenger Tour und wurde im Freien auf Sand gespielt.

## Liste der Sieger

### Einzel
| Jahr | Sieger           | Finalgegner         | Ergebnis      |
| ---- | ---------------- | ------------------- | ------------- |
| 2000 | Salvador Navarro | Alejandro Hernández | 6:1, 3:6, 6:3 |

### Doppel
| Jahr | Sieger                        | Finalgegner          | Ergebnis       |
| ---- | ----------------------------- | -------------------- | -------------- |
| 2000 | Paul Kilderry Peter Tramacchi | Bob Bryan Mike Bryan | 2:6, 7:65, 6:4 |